# 陈先保
陈先保（1959年5月—）是一位中国企业家。

## 生平
1959年出生于安徽合肥，1982年毕业于无锡轻工业学院（现江南大学）。毕业后被分配到安徽省商业厅管辖的糖酒公司任职。1995年辞职创业，从棒棒冰入手最终转到瓜子，1999年成立洽洽食品。2011年3月2日，洽洽食品在深圳证券交易所挂牌上市。

## 财富
2018年《福布斯》富豪榜显示其家族资产55亿人民币。